# Afek (Israël)
Pour les articles homonymes, voir Afek.
Afek est un kibboutz proche de Haïfa.

## Création du kibboutz
Le kibboutz se situe proche du site archéologique de Tel Afek.
Le kibboutz est fondé en 1935 proche de Kiryat Haim et du port de Haifa.
Avraham Givelber y résida.